# Aravankad
Aravankad là một thị trấn của quận The Nilgiris thuộc bang Tamil Nadu, Ấn Độ.

## Nhân khẩu
Theo điều tra dân số năm 2001 của Ấn Độ, Aravankad có dân số 5304 người. Phái nam chiếm 53% tổng số dân và phái nữ chiếm 47%. Aravankad có tỷ lệ 87% biết đọc biết viết, cao hơn tỷ lệ trung bình toàn quốc là 59,5%: tỷ lệ cho phái nam là 91%, và tỷ lệ cho phái nữ là 82%. Tại Aravankad, 7% dân số nhỏ hơn 6 tuổi.